# Boiu de Jos
Boiu de Jos – wieś w Rumunii, w okręgu Hunedoara, w gminie Gurasada. W 2011 roku liczyła 35 mieszkańców.